# Die Philosophie des Als Ob
Die Philosophie des Als Ob ist das Hauptwerk des neukantianischen Philosophen Hans Vaihinger.

## Inhalt
Das Buch stellt eine Erkenntnistheorie sowie lebenspraktisch orientierte Welt- und Lebensanschauung auf. Vaihinger beschreibt menschliches Wissen als irrtumsbehaftet und widersprüchlich und stellt die Frage, wie die Tatsache zu erklären sei, dass man, ausgehend von diesen falschen Annahmen, dennoch zu richtigen Ergebnissen gelangen könne. Vaihingers Antwort ist, dass die Annahmen eine praktische und nützliche Fiktion seien, und dass das Wissen folglich nur pragmatisch begründet werden könne, durch den Erfolg, der sich bei der Anwendung einstelle. Religiöse und metaphysische Ansichten seien, wie die Logik, nicht in einem objektiven Sinne wahr, da dies nicht festgestellt werden könne. Stattdessen sei die Frage zu stellen, ob es nützlich sei, so zu handeln, „als ob“ sie wahr seien.

## Ausgaben
- Die Philosophie des Als Ob. System der theoretischen, praktischen und religiösen Fiktionen der Menschheit auf Grund eines idealistischen Positivismus. Mit einem Anhang über Kant und Nietzsche, 1911. – 2. Aufl. 1913, 3. Aufl. 1918, 10. Aufl. 1927, reprint 1986.
- Siebente und Achte Auflage: 1922.
- Volksausgabe [auf Grundlage der „Neunten und Zehnten Auflage“]: 1923 (Zweite Auflage: 1924).
  - Engl. Ausgabe unter dem Titel: The Philosophy of »As If«. A System of the Theoretical, Practical and Religious Fictions of Mankind. Übersetzung der sechsten deutschen Auflage von C. K. Ogden: 1924 (hiervon: Vierte Auflage: 1965). International Library of Psychology, Philosophy and Scientific Method
  - Italienische Ausgabe unter dem Titel: La filosofia del »come se«. Sistema delle finzioni scientifiche, etico – pratiche e religiose del genere umano. Trad. F. Voltaggio 1967.
- „Die Philosophie des Als Ob.“ Mitteilungen über ein unter diesem Titel soeben erschienenes neues Werk. Von dessen Herausgeber H. Vaihinger. In: Kant-Studien, Bd. 16 (1911), S. 108–115.
- Erklärung betr. meine Autorschaft an der „Philosophie des Als Ob“. In: Kant-Studien. Bd. 16 (1911), S. 522f.
- Der Atheismusstreit gegen die Philosophie des Als Ob und das Kantische System. Erweiterter Separatdruck aus dem Eucken-Festheft der Kantstudien (Band XXI, Heft 1), Berlin 1916.